# 張仲良
張仲良（1907年—1983年），男，汉族，陕西耀州人。中華人民共和國政治人物，曾任中共青海省委书记，為中華人民共和國青海事務的第一任領導人。

## 生平
1931年2月加入中国共产党。1932年春，因领导农民进行抗捐斗争被捕，在狱中同敌人进行了英勇机智的斗争。经党组织营救，四个月后出狱。随后被派到杨虎城部队和中共西安市委职工部工作。
1933年夏奉命回耀县，趁王泰吉部队起义，和张邦英等发动农民暴动，打土豪、分财物，组织游击队。不久，率部进入陕甘边照金革命根据地，参加刘志丹、习仲勋和吴岱峰领导的陕甘边红军游击队；1934年春任陕甘边游击队总指挥部第三路游击大队政治委员。后所部和其它部队合编为红二十六军第一团，任政治委员。1935年夏参加了中部、宜君、富县革命根据地的创建工作，任中宜富革命委员会主任。不久，因省委在“肃反”中犯扩大化错误，一度被捕。党中央率中央红军到达陕北后，才被释放。随后被派到关中地区工作，任独立三团政委，参加了粉碎国民政府军“围剿”的战斗。
1936年夏入红军大学学习。
1937年初任陕甘省军事部副部长。陕甘省撤销后，任关中分区军事部部长。抗日战争爆发后，任关中军分区司令员。
1942年夏关中分区改为警备司令部，任副司令员。年底，改任关中分区专员。
1944年5月调任教导一旅政治委员。1945年参加了中共第七次全国代表大会。抗战胜利后调任联防军副政委。
1946年3月，胡宗南军队大举进攻陕甘宁边区时，被党中央派往陇中分区工作，任司令员、地委书记、专员，很快稳定了那里的局势。同年11月，西北野战军第四纵队成立，任纵队政治委员。后第四纵队改为第四军，继续任政治委员，参加了瓦子街、西府、扶眉和兰州等战役，接着进军青海，直取西宁，为解放大西北做出了贡献。
1949年9月调任中共青海省委书记，兼青海省人民政府副主席。11月任西北军政委员会委员。1950年春任中共中央西北局委员。1953年任青海省人民政府主席、省军区司令员。政权建设、土地改革、恢复和发展生产等方面，做了大量卓有成效的工作。
1954年5月调任中共甘肃省委书记，后改任第一书记，兼省政协主席、省军区政委。同年当选为第一届全国人民代表大会代表。
1956年出席中共第八次全国代表大会。1958年在中共八大二次会议上被补选为候补中央委员。
1957年打了九萬七千個右派（據楊繼繩于《夾邊溝祭事》紀錄片採訪）。
1960年8月任中共中央西北局书记处书记。
1961年1月改任甘肃省委第三书记。中央开会时，陕西省委第一书记张德生对张仲良说：若甘肃缺粮，陕西愿支援一些。时任甘肃省委第一书记的张仲良，反過頭驳斥张德生说：“若陕西缺粮，甘肃可支援他们。”后来，甘肃全省饿死上百万人，是三年困难时期治下饿死人最多的五个地方最高长官之一（據傳餓死全省一千萬人的四川省委第一書記李井泉以下，分別是治下餓死以百萬計的河南書記吴芝圃、山東書記舒同、安徽書記曾希圣、甘肅書記张仲良）。1960年12月，张仲良被免职，改任第三书记。1965年8月任江苏省委书记处书记。
1965年8月调任江苏省委书记处书记。文化大革命中，受到林彪、江青反革命集团的诬陷和迫害。江苏的两派群众组织都认为他在江苏没有犯什么罪行，因此打算让他以“革命干部”的身份参加革命委员会。甘肃造反派闻讯，立即派人到江苏要将他揪回甘肃批斗，说“张仲良欠了我们甘肃人民一百三十万血债”。如此一来，张仲良和革委会失之交臂。
1977年10月任江苏省科学技术委员会主任、党组书记。1978年任江苏省革委会副主任。1979年2月任中共江苏省委书记处书记，年底任省人大常委会副主任，党组副书记。后任党组书记。他列席了中共第十二次全国代表大会，被选为中央顾问委员会委员。1983年逝世。

## 纪念文集
- 《张仲良纪念文集》 中共党史出版社 2008

文集分为三个部分：“壮烈人生”记录了张仲良为中国的革命事业奋斗的一生；“深情缅怀”收录了张仲良生前好友及其有关人士对其的缅怀文章；“文选集萃”选收了张仲良撰写的文章。